# ウラジーミル・マティシェンコ
ウラジーミル・マティシェンコ（ベラルーシ語: Уладзімір Мацюшэнка, ラテン文字転写: Vladimir Matyushenko、1971年1月4日 - ）は、ベラルーシの男性総合格闘家。ホメリ州レチツァ出身。アメリカ合衆国カリフォルニア州エルセグンドー在住。VMAT主宰。元IFL世界ライトヘビー級王者。元IFC世界ヘビー級王者。
用務員を意味する、「ザ・ジャニター」のニックネームを持つ。

## 来歴
1994年、レスリング欧州選手権のフリースタイル84kg級で準優勝を果たした。
1998年5月30日、IFC世界ヘビー級王座決定戦でアンソニー・マシアスと対戦し、ドクターストップでTKO勝ちを収め王座獲得に成功した。
1998年10月25日、VALE TUDO JAPAN '98で川口健次と対戦し、右フック連打でKO勝ち。
1999年10月9日、IFC世界ヘビー級タイトルマッチでヴァーノン・"タイガー"・ホワイトと対戦し、1-2の判定負けを喫し王座陥落した。

### UFC
2001年5月29日、UFC初参戦となったUFC 32で近藤有己と対戦し、3-0の判定勝ち。
2001年9月28日、UFC 33の世界ライトヘビー級タイトルマッチでティト・オーティズと対戦し、0-3の判定負けを喫し王座獲得に失敗した。
2002年8月8日、UFO LEGENDでアントニオ・ホジェリオ・ノゲイラと対戦し、3-0の判定勝ち。
2003年9月26日、UFC 44でアンドレイ・アルロフスキーと対戦し、右アッパーでKO負け。
2006年5月26日、グラップリング大会L.A. SUB-Xでシャンジ・ヒベイロと対戦し、引き分けた。
2006年11月17日、グラップリング大会X-MISSIONでヴィニシウス・マガリャエスと対戦し、4分2Rを戦い抜き、判定勝ち。

### IFL / Affliction
2007年より出場したIFLでは、ケン・ヤスダ率いる「東京サーベルズ」に所属。11月3日にはIFL World Grand Prixのライトヘビー級決勝（2選手のみ参加のため決勝のみ）でアレックス・ショーナウアーに3-0の判定勝ちで優勝を果たし、世界ライトヘビー級王座に認定された。
2008年4月4日、IFL世界ライトヘビー級タイトルマッチでジャマール・パターソンと対戦し、パウンドでTKO勝ちを収め王座の初防衛に成功した。
2009年1月24日、Affliction: Day of Reckoningでアントニオ・ホジェリオ・ノゲイラと再戦し、膝蹴りでKO負けを喫した。

### UFC復帰
2009年9月19日、6年ぶりのUFC参戦となったUFC 103でイゴール・ポクライェクと対戦し、3-0の判定勝ちを収めた。
2010年3月21日、UFC on Versus: Vera vs. Jonesではエリオット・マーシャルに2-1の判定勝ちを収めたが、続いて参戦した8月1日のUFC Live: Jones vs. Matyushenkoでは、ジョン・ジョーンズにグラウンドでの顔面への肘打ちの連打でTKO負けを喫した。
2010年11月13日、UFC 122でアレッシャンドリ・カカレコと対戦し、マウントパンチと肘打ちの連打でTKO勝ちを収めた。

### Bellator
2013年9月13日、Bellator初参戦となったBellator 99でヒューストン・アレクサンダーと対戦し、3-0の判定勝ちを収めた。
2014年4月11日、引退試合となったBellator116でジョーイ・ベルトランと対戦し、ノースサウスチョークで一本負けを喫した。

## 戦績

### 総合格闘技
| 総合格闘技 戦績 | 総合格闘技 戦績 | 総合格闘技 戦績 | 総合格闘技 戦績 | 総合格闘技 戦績 | 総合格闘技 戦績 | 総合格闘技 戦績 |
| --------------- | --------------- | --------------- | --------------- | --------------- | --------------- | --------------- |
| 35 試合         | (T)KO           | 一本            | 判定            | その他          | 引き分け        | 無効試合        |
| 27 勝           | 9               | 7               | 11              | 0               | 0               | 0               |
| 8 敗            | 4               | 2               | 2               | 0               | 0               | 0               |

| 勝敗 | 対戦相手                         | 試合結果                             | 大会名                                                             | 開催年月日     |
| ×    | ジョーイ・ベルトラン             | 3R 3:06 ノースサウスチョーク         | Bellator 116                                                       | 2014年4月11日  |
| ○    | ヒューストン・アレクサンダー     | 5分3R終了 判定3-0                    | Bellator 99                                                        | 2013年9月13日  |
| ×    | ライアン・ベイダー               | 1R 0:50 ギロチンチョーク             | UFC on FOX 6: Johnson vs. Dodson                                   | 2013年1月26日  |
| ×    | アレクサンダー・グスタフソン     | 1R 2:13 TKO（左ストレート→パウンド） | UFC 141: Lesnar vs. Overeem                                        | 2011年12月30日 |
| ○    | ジェイソン・ブリルズ             | 1R 0:21 KO（左フック→パウンド）      | UFC 129: St-Pierre vs. Shields                                     | 2011年4月30日  |
| ○    | アレッシャンドリ・カカレコ       | 1R 2:20 TKO（マウントパンチ）        | UFC 122: Marquardt vs. Okami                                       | 2010年11月13日 |
| ×    | ジョン・ジョーンズ               | 1R 1:52 TKO（グラウンドの肘打ち）    | UFC Live: Jones vs. Matyushenko                                    | 2010年8月1日   |
| ○    | エリオット・マーシャル           | 5分3R終了 判定2-1                    | UFC on Versus: Vera vs. Jones                                      | 2010年3月21日  |
| ○    | イゴール・ポクライェク           | 5分3R終了 判定3-0                    | UFC 103: Franklin vs. Belfort                                      | 2009年9月19日  |
| ○    | ジェイソン・ランバート           | 5分3R終了 判定3-0                    | Call To Arms 1                                                     | 2009年5月16日  |
| ×    | アントニオ・ホジェリオ・ノゲイラ | 2R 4:26 KO（膝蹴り）                 | Affliction: Day of Reckoning                                       | 2009年1月24日  |
| ○    | ジャマール・パターソン           | 2R 3:35 TKO（パウンド）              | IFL: New Jersey 【IFL世界ライトヘビー級タイトルマッチ】            | 2008年4月4日   |
| ○    | アレックス・ショーナウアー       | 4分3R終了 判定3-0                    | IFL: World Grand Prix Semifinals 【ライトヘビー級グランプリ 決勝】 | 2007年11月3日  |
| ○    | ティム・ボッシュ                 | 4分3R終了 判定3-0                    | IFL: 2007 Semifinals                                               | 2007年8月2日   |
| ○    | アーロン・スターク               | 1R 2:49 TKO（パンチ連打）            | IFL: Everett                                                       | 2007年6月1日   |
| ○    | ジャスティン・レヴェンス         | 1R 3:53 TKO（パウンド）              | IFL: Los Angeles                                                   | 2007年3月17日  |
| ○    | ドゥエイン・コンプトン           | 1R 1:47 腕ひしぎ十字固め             | IFL: Houston                                                       | 2007年2月2日   |
| ○    | アンソニー・ルイス               | 1R 2:03 腕ひしぎ十字固め             | Extreme Wars 3: Bay Area Brawl                                     | 2006年6月3日   |
| ○    | カーロス・バヘット               | 1R 0:26 TKO（膝の負傷）              | Jungle Fight 4                                                     | 2005年5月21日  |
| ×    | アンドレイ・アルロフスキー       | 1R 2:14 KO（右アッパー）             | UFC 44: Undisputed                                                 | 2003年9月26日  |
| ○    | ペドロ・ヒーゾ                   | 5分3R終了 判定3-0                    | UFC 41: Onslaught                                                  | 2003年2月28日  |
| ○    | トラビス・ビュー                 | 1R 4:10 ギブアップ（パウンド）       | UFC 40: Vendetta                                                   | 2002年11月22日 |
| ○    | アントニオ・ホジェリオ・ノゲイラ | 5分3R終了 判定3-0                    | 世界最強伝説 UFO LEGEND                                            | 2002年8月8日   |
| ×    | ティト・オーティズ               | 5分5R終了 判定0-3                    | UFC 33: Victory in Vegas 【UFC世界ライトヘビー級タイトルマッチ】   | 2001年9月28日  |
| ○    | 近藤有己                         | 5分3R終了 判定3-0                    | UFC 32: Showdown in the Meadowlands                                | 2001年6月29日  |
| ○    | トム・サワー                     | 2R 2:17 TKO（カット）                | WEF: New Blood Conflict                                            | 2000年8月26日  |
| ○    | ジョン・マーシュ                 | 5分3R終了 判定3-0                    | IFC Warriors Challenge 6                                           | 2000年3月25日  |
| ×    | ヴァーノン・"タイガー"・ホワイト | 25分1R終了 判定1-2                   | IFC: Montreal Cage Combat 【IFC世界ヘビー級タイトルマッチ】        | 1999年10月9日  |
| ○    | トラビス・フルトン               | 1R 15:33 ネックロック                | IFC: Fighters Revenge 【IFC世界ヘビー級タイトルマッチ】            | 1999年4月2日   |
| ○    | 川口健次                         | 1R 3:10 KO（スタンドパンチ連打）     | VALE TUDO JAPAN '98                                                | 1998年10月25日 |
| ○    | ジョー・パルド                   | 5分3R終了 判定3-0                    | Rumble in Reno                                                     | 1998年9月4日   |
| ○    | アンソニー・マシアス             | 1R 0:16 TKO（ドクターストップ）      | IFC 7: Cage Combat 【IFC世界ヘビー級王座決定戦】                   | 1998年5月30日  |
| ○    | アンソニー・マシアス             | 1R 2:59 ギブアップ（パンチ連打）     | IFC 5: Battle in the Bayou 【決勝】                                | 1997年9月5日   |
| ○    | ロバート・ラロンデ               | 1R 2:27 ギブアップ（パンチ連打）     | IFC 5: Battle in the Bayou 【準決勝】                              | 1997年9月5日   |
| ○    | ヴァーノン・"タイガー"・ホワイト | 1R 5:44 ネックロック                 | IFC 5: Battle in the Bayou 【1回戦】                               | 1997年9月5日   |

### グラップリング
| 勝敗 | 対戦相手                   | 試合結果          | 大会名      | 開催年月日     |
| △    | 石井慧                     | 20分終了 時間切れ | Metamoris 7 | 2016年7月17日  |
| ○    | ヴィニシウス・マガリャエス | 4分2R終了 判定    | X-MISSION   | 2006年11月17日 |
| △    | シャンジ・ヒベイロ         | 判定1-1           | L.A. SUB-X  | 2006年5月26日  |

## 獲得タイトル
- IFC 5 優勝（1997年）
- 初代IFC世界ヘビー級王座（1998年）
- IFLライトヘビー級グランプリ 優勝（2007年）
- 初代IFL世界ライトヘビー級王座（2007年）